# Huétor Santillán
Huétor Santillán er en by og kommune i det sydøstlige Spanien i provinsen Granada. Den har et indbyggertal på 1.938 (2024) indbyggere.